# North Square (Boston)
Der North Square (ehem. Clark’s Square) ist ein Platz im Bostoner Stadtteil North End im Bundesstaat Massachusetts der Vereinigten Staaten. Er befindet sich an der Kreuzung der Straßen Moon, Prince, North, Garden Court und Sun Court. Direkt am Platz steht das Haus, in dem Paul Revere lebte und das seit den 1950er Jahren Teil des Freedom Trails ist. Am North Square wohnten darüber hinaus auch weitere Persönlichkeiten des 17. und 18. Jahrhunderts. Bis zum 4. Juli 1788 trug der Platz den Namen Clark’s Square.

## Geschichte
Im 17. Jahrhundert war die Second Church der Mittelpunkt des Stadtteils. Der dortige Pastor Increase Mather wohnte am North Square „bis zum großen Feuer im Jahr 1677, bei dem sein Wohnhaus zerstört wurde.“
„Im 18. Jahrhundert standen die beiden größten Häuser der Stadt am North Square. [...] Der Kaufmann William Clark besaß ein dreistöckiges Backsteinhaus mit 26 großzügigen Räumen. In unmittelbarer Nähe befand sich das Haus von John Foster, in dem später der Gouverneur Thomas Hutchinson lebte.“ John Pitcairn lebte ebenfalls am North Square.
Wie für es grundsätzlich für das gesamte North End typisch war, lebten im 20. Jahrhundert vorwiegend italienische Immigranten am North Square.